# Колодій Олег Едуардович
Оле́г Едуа́рдович Коло́дій (нар. 16 березня 1993, Миколаїв) — український стрибун у воду, чемпіон Європи (2018), призер чемпіонату світу, неодноразовий призер чемпіонатів Європи. Заслужений майстер спорту України.

## Життєпис
З 12 років займався спортом — стрибками у воду (тренер Лариса Афанасьєва). Став майстром спорту України 2008 року. Дворазовий чемпіон Європи, призер чемпіонату світу зі стрибків у воду серед юніорів (синхрон з Олександром Бондарем).
Навчався в Миколаївському національному університеті імені В. О. Сухомлинського на факультеті фізичної культури та спорту (освітній ступінь — магістр, 2019). 
Виступав за спортивне товариство «Україна» (Миколаїв), Луганську область, Центральний спортивний клуб Збройних сил України. Тренується в Києві.

## Спортивні досягнення
- Чемпіон Європи (2018 — командні змагання, з Софією Лискун).

Призер чемпіонатів світу:
- «бронза» (2017 — 3-метровий трамплін, синхрон з Іллею Квашею)[2].

Призер чемпіонатів Європи:
- «срібло» (2019 — 1-метровий трамплін)
- «срібло» (2017 — 3-метровий трамплін, синхрон з Іллею Квашею)[3];
- «бронза» (2013 — 3-метровий трамплін, синхрон з Олександром Горшковозовим; 2015 — 1-метровий трамплін; 2017 — 3-метровий трамплін; 2021 — 3-метровий трамплін, синхрон з Олександром Горшковозовим).

Бронзовий призер Світової серії (Москва, 2012, у синхронних стрибках; м. Гвадалахара, Мексика, 2013, в індивідуальних стрибках; обидва — 3-метровий трамплін).
Володар Кубка України в індивідуальних і синхронних стрибках із 3-метрового трампліна. Переможець літнього чемпіонату України в синхронних стрибках (2013). Багаторазовий призер чемпіонатів України. Переможець у Турнірі чотирьох націй.
У жовтні 2019 року на 7-х Всесвітніх іграх серед військовослужбовців у Китаї з результатом 399,85 бала на 1-метровому трампліні виборов «бронзу». У синхронних стрибках з 3-метрового трампліна спільно з Олександром Горшковозовим здобув «срібло» з результатом 387,09 бала.
Учасник Олімпійських ігор у Токіо (2020), на яких у кваліфікації стрибків з 3-метрового трампліна посів 22-ге місце.

### Досягнення серед юніорів
Бронзовий призер чемпіонату світу серед юніорів у синхронних стрибках з 3-метрового трампліна (м. Тусон, США, 2010). Чемпіон Європи серед юніорів (Мінськ, 2008, в індивідуальних стрибках; Гельсінкі, 2010, в індивідуальних і синхронних стрибках; Белград, 2011, у синхронних стрибках; усі — 3-метровий трамплін). 

## Державні нагороди
- Орден «За заслуги» III ст. (7 вересня 2023) — За досягнення високих спортивних результатів на III Європейських іграх у м. Кракові (Республіка Польща), виявлені самовідданість та волю до перемоги, піднесення міжнародного авторитету України.[8]

## Відзнаки
- Заслужений майстер спорту України (2019)
- Людина року 2010 у номінації «Надія року» (м. Миколаїв)[9]